# Markku Komonen
Markku Urmas Johannes Komonen  (né le 14 août 1945 à Lappeenranta) est un architecte finlandais,,.

## Biographie
En 1974, Markku Komonen fonde, avec Mikko Heikkinen, le cabinet d’architectes Heikkinen – Komonen Architects.
Son travail le plus célèbre est l’ambassade de Finlande à Washington.
Markku Komonen est professeur d'architecture de l'université technologique d'Helsinki.
En parallèle, de 1977 à 1980 il est rédacteur en chef du magazine de la revue Arkkitehti  et à partir de 1978 il est chef du département des expositions du Musée de l'architecture finlandaise.